# Gregory Porter

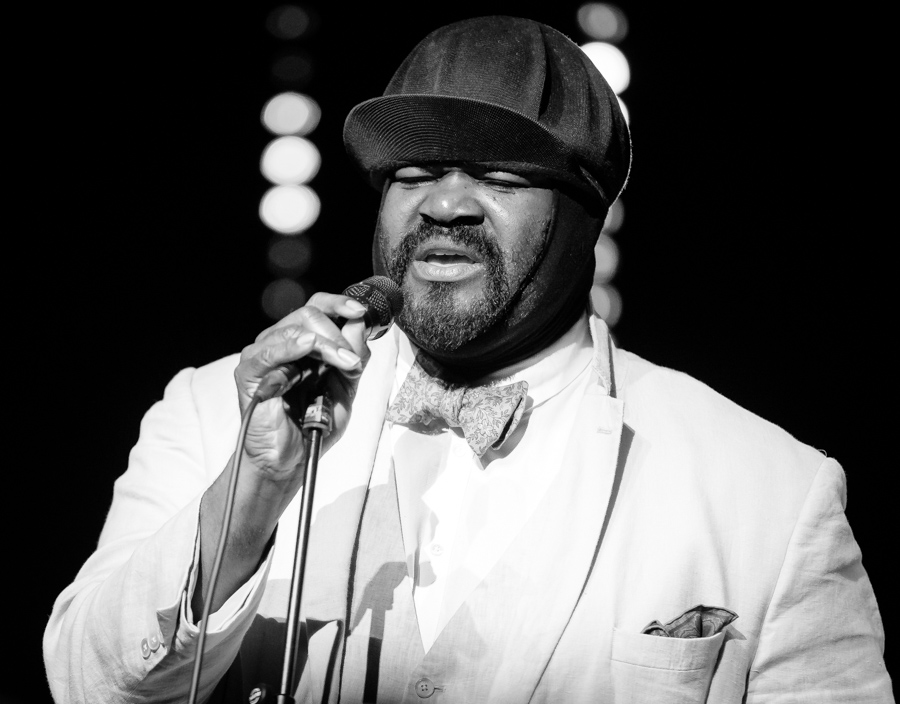
Gregory Porter, Kongsberg Jazzfestival 2018
Bild: Tore Sætre

Gregory Porter (* 4. November 1971 in Sacramento, Kalifornien) ist ein US-amerikanischer Sänger und Komponist des Jazz mit Einflüssen von Soul, Gospel und Rhythm & Blues.

## Leben und Wirken
Porter wuchs in Bakersfield auf. Als Kind sang er mit seiner Mutter in der Kirche Gospel. Zu seinen frühen Einflüssen zählen außerdem Soul und Rhythm & Blues. Als Vorbilder nannte er Nat King Cole, Leon Thomas und Nina Simone. Er hatte ein Football-Stipendium für die San Diego State University, musste aber wegen einer Schulterverletzung seine Karriere beenden. Er gehörte im Jahr 1999 als Sänger zur Besetzung der Broadway-Show It Ain’t Nothin’ But the Blues. Der Bariton trat im Raum San Diego auf und machte bei einem Nat-King-Cole-Tribute von Hubert Laws auf sich aufmerksam. Er lebt in Bakersfield.
Porter hatte im Jahr 2010 seinen Durchbruch mit seinem Debütalbum Water (Motéma Music), das von Kamau Kenyatta produziert und für den Grammy nominiert wurde (Best Jazz Vocal). Im Jahr 2012 folgte das Album Be Good (ebenfalls für einen Grammy nominiert in der Crossover-Rhythm-&-Blues-Kategorie) mit den Single-Auskopplungen Be Good (Lion’s Song), On My Way to Harlem und Real Good Hands. Dieses Album wurde von Kamau Kenyatta und Brian Bacchus produziert, der u. a. mit Steve Turre und Randy Weston zusammenarbeitete, an Terry Calliers Comeback beteiligt war sowie als A&R-Manager an Norah Jones’ Debütalbum Come Away with Me.
In seinen Liedern thematisiert Porter auch das Rassenproblem in den USA (sein eigener Bruder wurde 1980 angeschossen, als er sich nach Porters Worten in einem überwiegend „weißen“ Stadtviertel aufhielt, und auch seine Familie wurde in dieser Zeit Opfer rassistischer Ausschreitungen).
Porter trat nach seinem Plattenerfolg bei vielen großen Jazzfestivals auf, so 2011 auf dem Elbjazz-Festival (auch 2014) und dem Blue Note Jazz Festival, 2012 auf dem Chicago Jazz Festival, dem Charlie Parker Festival und dem North Sea Jazz Festival. Er ist auch in England populär, seit ihn 2011 und 2012 Georgia Mancio zu ihrem Revoice Festival holte und er Auftritte mit Jamie Cullum hatte.
2013 erhielt er einen Vertrag bei Blue Note Records, wo im selben Jahr sein drittes Album Liquid Spirit veröffentlicht wurde. Mit Liquid Spirit schaffte er international seinen Durchbruch. Es platzierte sich weltweit in den Charts und kam insbesondere in Deutschland und den Niederlanden sogar bis in die Top Ten. Im September 2013 trat er beim Kulturfestival Kunstflecken auf.
Ende 2013 trat Porter in Max Herres MTV Unplugged Kahedi Radio Show auf und sang mit ihm die Titel Vida und So wundervoll. Im Mai 2014 wurde eine Begegnung von ihm und Cassandra Wilson in Harlem bei arte gesendet. 2016 trat er bei Inas Nacht auf. Im Dezember desselben Jahres sang er ein Duett mit Helene Fischer in deren Weihnachtsshow. Zu hören war er auch als Gastvokalist („Don’t Misunderstand“) auf Jimmy Heaths Album Love Letter (2020).

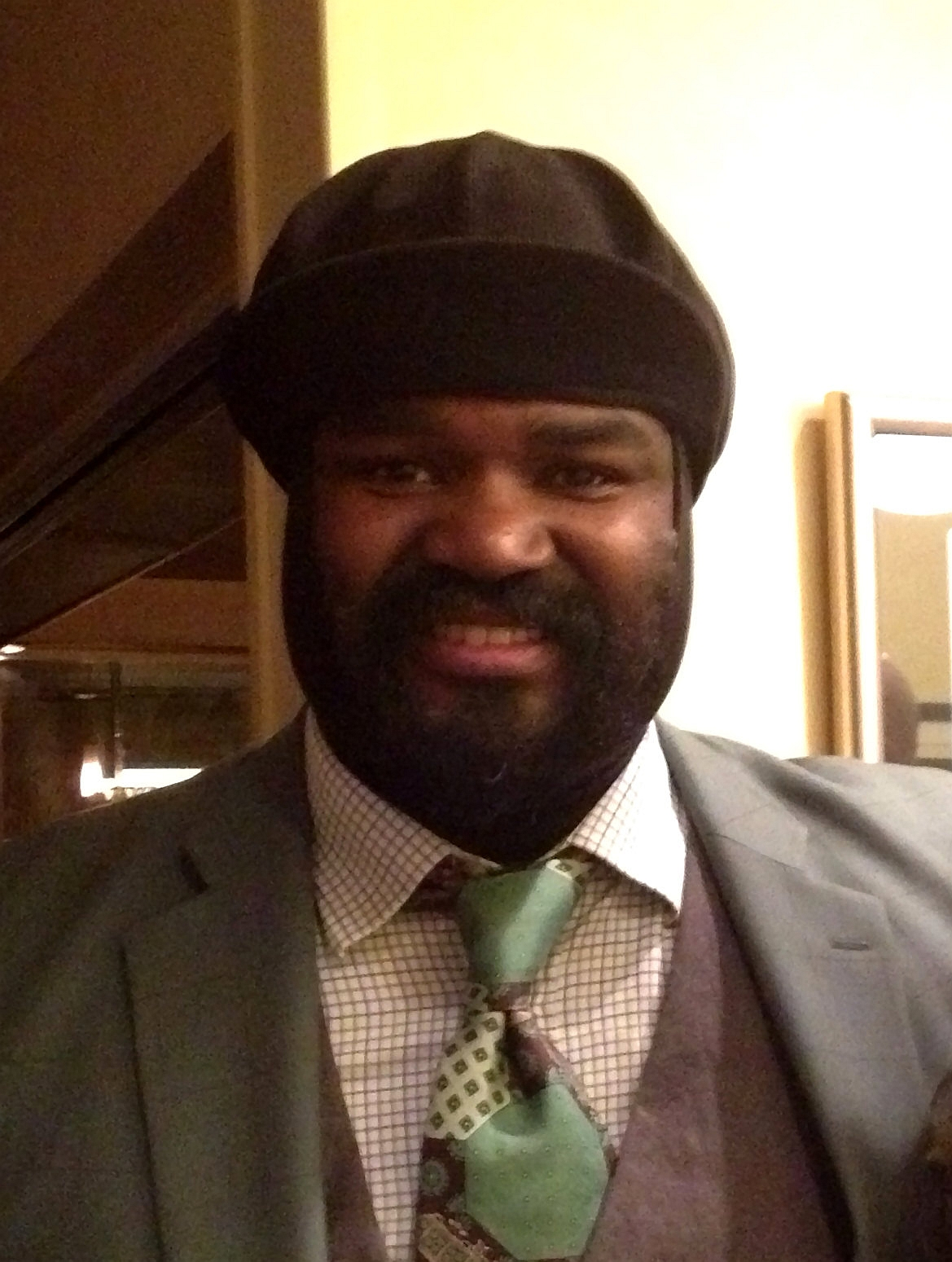
Gregory Porter (2013)

Mit seinem vierten Album Take Me to the Alley, das 2016 bei Blue Note erschien, konnte er seinen Erfolg fortsetzen. 2017 folgte sein Tributalbum Nat King Cole & Me.
Im Finale der sechsten Staffel der britischen Version von The Masked Singer erreichte Porter als Dressed Crab den zweiten Platz.
Porters Markenzeichen ist eine dunkle Ballonmütze über einem Schlauchschal, der den gesamten Kopf mit Ausnahme des Gesichtes verhüllt. Dieser verdeckt Narben, die er von Hautoperationen im Alter von sieben oder acht Jahren zurückbehielt. Zunächst musste er ihn aus medizinischen Gründen tragen, was er schließlich beibehielt.

## Musikalischer Stil
Seine Begleitband bietet jazzigen Mainstream, in den sein „cremig klingender“ Bariton nah an die Texte gebundenen Legatogesang bettet. Der Musikkritiker des Wiener Standard lobt bei ihm Intensität, „herb-sanften Sound, elastische Phrasierung und souveränes Timing“.

## Preise und Auszeichnungen
Porter wurde 2013 mit dem Down Beat Poll in der Kategorie Rising Star als Jazzmusiker des Jahres und als bester Sänger ausgezeichnet.
2014 wurde er Jazzmusiker des Jahres in den Down Beat Kritiker-Polls und bester Sänger im Kritiker Poll sowohl bei etablierten Künstlern als auch in der Rising Star Kategorie. Für seine Alben Liquid Spirit und Take Me to the Alley bekam er 2014 und 2017 den Grammy für das beste Jazz-Gesangsalbum des Jahres. 2014 erhielt er zudem einen ECHO Jazz in der Kategorie bester internationaler Sänger/in, sowie 2015 und 2017 in der Kategorie Bestseller des Jahres.

## Diskografie
Studioalben

| Jahr | Titel Musiklabel                      | Höchstplatzierung, Gesamtwochen, AuszeichnungChartplatzierungen (Jahr, Titel, Musiklabel, Platzierungen, Wochen, Auszeichnungen, Anmerkungen) | Höchstplatzierung, Gesamtwochen, AuszeichnungChartplatzierungen (Jahr, Titel, Musiklabel, Platzierungen, Wochen, Auszeichnungen, Anmerkungen) | Höchstplatzierung, Gesamtwochen, AuszeichnungChartplatzierungen (Jahr, Titel, Musiklabel, Platzierungen, Wochen, Auszeichnungen, Anmerkungen) | Höchstplatzierung, Gesamtwochen, AuszeichnungChartplatzierungen (Jahr, Titel, Musiklabel, Platzierungen, Wochen, Auszeichnungen, Anmerkungen) | Höchstplatzierung, Gesamtwochen, AuszeichnungChartplatzierungen (Jahr, Titel, Musiklabel, Platzierungen, Wochen, Auszeichnungen, Anmerkungen) | Anmerkungen                                                 |
| Jahr | Titel Musiklabel                      | DE | AT | CH | UK | US | Anmerkungen                                                 |
| ---- | ------------------------------------- | --- | --- | --- | --- | --- | ----------------------------------------------------------- |
| 2010 | Water Motéma Music                    | — | — | — | — | — | Erstveröffentlichung: 11. Mai 2010                          |
| 2012 | Be Good Motéma Music                  | — | — | — | — | — | Erstveröffentlichung: 15. Februar 2012 Verkäufe: + 40.000   |
| 2013 | Liquid Spirit Blue Note               | DE8 ×3Dreifachgold · (70 Wo.)DE | AT25 Platin · (32 Wo.)AT | CH63 (6 Wo.)CH | UK9 Platin · (100 Wo.)UK | US187 (2 Wo.)US | Erstveröffentlichung: 2. September 2013 Verkäufe: + 635.000 |
| 2016 | Take Me to the Alley Decca, Blue Note | DE8 ×4Vierfachplatin (German Jazz Award) · (18 Wo.)DE                                                                                         | AT11 (14 Wo.)AT | CH11 (4 Wo.)CH | UK5 Gold · (28 Wo.)UK | US82 (1 Wo.)US | Erstveröffentlichung: 6. Mai 2016 Verkäufe: + 180.000       |
| 2017 | Nat “King” Cole & Me Decca, Blue Note | DE17 (10 Wo.)DE | AT5 (8 Wo.)AT | CH22 (3 Wo.)CH | UK3 Gold · (16 Wo.)UK | — | Erstveröffentlichung: 27. Oktober 2017 Verkäufe: + 100.000  |
| 2020 | All Rise Decca, Blue Note             | DE8 (8 Wo.)DE | AT3 (7 Wo.)AT | CH9 (6 Wo.)CH | UK3 (6 Wo.)UK | — | Erstveröffentlichung: 28. August 2020                       |